# یواس‌اس دوشیزه تولدو (اس‌پی-۱۷۱۱)
یواس‌اس دوشیزه تولدو (اس‌پی-۱۷۱۱) (به انگلیسی: USS Miss Toledo (SP-1711)) یک کشتی بود که طول آن ۶۰ فوت (۱۸ متر) بود. این کشتی در سال ۱۹۱۷ ساخته شد.